# Куртайский сельский округ
Куртайский сельский округ (каз. Құртай ауылдық округі) — административная единица в составе Тимирязевского района Северо-Казахстанской области Казахстана. Административный центр — село Степное.
Население — 778 человек (2009, 968 в 1999, 1318 в 1989).
Динамика численности
| Численность населения | Численность населения | Численность населения |
| 1989                  | 1999                  | 2009                  |
| --------------------- | --------------------- | --------------------- |
| 1318                  | ↘968                  | ↘778                  |

## Этнокультурное объединение
С 26 августа 2005 года в округе функционирует казахско-украинский этнокультурный центр «Бәйтерек».

## История
Указом Президиума Верховного Совета Казахской ССР от 4 июня 1954 года образован Досский поселковый совет на правах сельского совета. Указом Президиума Верховного Совета Казахской ССР от 24 июля 1971 года Досский сельский совет переименован в Степной сельский совет. 12 января 1994 года постановлением главы Северо-Казахстанской областной администрации образован Степной сельский округ. Совместным постановлением акимата Северо-Казахстанской области от 14 октября 2009 года N 264 и решением маслихата Северо-Казахстанской области от 14 октября 2009 года N 18/10 Степной сельский округ переименован в Куртайский сельский округ.

## Состав
В состав округа входят такие населенные пункты:
| Населенный пункт | Население, человек (1989) | Население, человек (1999) | Население, человек (2009) |
| ---------------- | ------------------------- | ------------------------- | ------------------------- |
| Ракитное, село   | 291                       | 220                       | 91                        |
| Степное, село    | 1027                      | 748                       | 687                       |